# Per Thornit
Per Thornit (født 10. juni 1942 i Nykøbing Falster, død 30. juli 2024) var en dansk kammerherre og tidligere hofchef.
Thornit var uddannet jurist, og blev cand.jur fra Københavns Universitet i 1972. Herefter var han fuldmægtig i Indenrigsministeriet, og blev så hofchef for Kronprins Frederik og Kronprinsesse Mary, men fratrådte ved udgangen af april 2010.
Han var ligeledes sekretær for Ordenskapitlet, hvor han også stoppede i 2010.
Per Thornit boede i Kongens Lyngby.